# Goliad megye
Goliad megye az Amerikai Egyesült Államokban, azon belül Texas államban található. Megyeszékhelye és legnagyobb városa Goliad. Lakosainak száma 7012 fő (2020. április 1.). Goliad megye DeWitt, Bee, Victoria, Refugio és Karnes megyékkel határos.

## Népesség
A megye népességének változása:
| Lakosok száma | 7221 | 7216 | 7346 | 7465 | 7531 | 7012 |
|               | 2010 | 2011 | 2012 | 2013 | 2015 | 2020 |